# Pauropus robustus
Pauropus robustus är en mångfotingart som beskrevs av Hansen 1901. Pauropus robustus ingår i släktet grovfåfotingar, och familjen fåfotingar. Inga underarter finns listade i Catalogue of Life.